# 新田長次郎

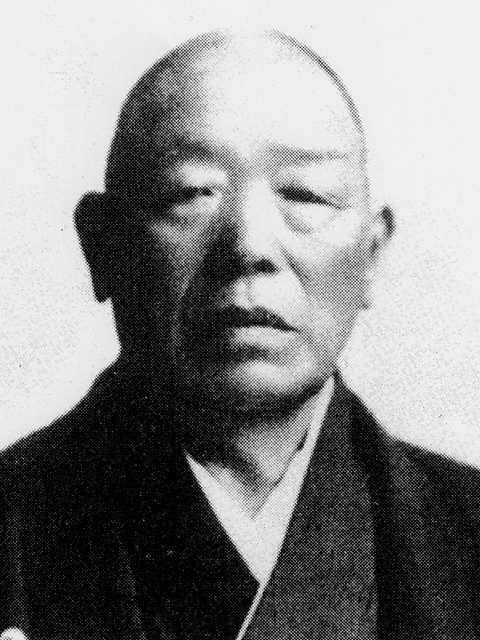
新田長次郎

新田 長次郎（にった ちょうじろう、1857年6月20日〈安政4年5月29日〉 - 1936年〈昭和11年〉7月17日）は、明治時代から昭和前期の日本の商人（皮革商）・実業家・資産家・慈善家。
現在のニッタの創業者。新田帯革製造所、新田ベニヤ製造所各代表社員。号は温山。愛媛県出身で、族籍は大阪府平民。日本国内一流の製革業者として知られた。愛媛県温泉郡味生尋常高等小学校改築費、北海道帝国大学医学部創立費資金、関東大震災火災救援費金などを寄附した。

## 経歴
1857年（安政4年）、伊予国温泉郡山西村（後の味生村山西、現・愛媛県松山市山西町）の農家に生まれる。新田喜惣次の次男。母をウタという。家は、父の代には1町歩ほどの田地を有し、下男（作男）を雇い、牛を飼う本百姓であった。
5歳の頃、父と死別し、9歳の時から12歳の時まで寺子屋に学び、その後は母を助けて代々営む農業に勤しんだ。15歳のころ、何人かの人たちの好意によって教えてもらいながら算盤と和算法を身につけた。
1877年（明治10年）、20歳の時に1通の手紙を書きのこして家出した。大阪に出て、米屋に丁稚奉公した。米屋を辞めて藤田組製革所に入り、西欧式製革技術を習得した。製革という仕事は、当時非常な賤業として普通の百姓さえも忌み嫌って手を染めぬものであった。皮革を扱う産業は江戸時代には多くの地域で被差別部落特有の産業とされていた。それにも拘わらず長次郎は自ら之を選び進んで従事して一生懸命に習練研鑚した。
1880年（明治13年）に、藤田組は経営不振から事業縮小することとなり、退職した。2年後の1882年（明治15年）に大倉組製革所に入所した。明治17年に工場の仕込部主任となり、なめしの準備工程一切の指揮を任された。
1885年（明治18年）に新田組として独立し、大阪府西成郡難波村久保吉（現在の大阪市浪速区久保吉2丁目）に空家を借り、製革工場を起こした。当初は、製靴用の薄物油革を製造していたが、知人の出資を得て工場を拡張し、1888年（明治21年）には大阪紡績（現在の東洋紡）の依頼で動力伝動用革ベルトの国産化に日本で初めて成功、新田製地球印帯革としてその後、全国で設立された紡績会社に販路を広げていく。1897年（明治30年）には、長次郎の単独経営となる。1901年（明治34年）に、東京出張店を開設し、その後各地に出張店を設置した。1902年（明治35年）には、実業功績者として、緑綬褒章を授与された。1904年（明治37年）には、革ベルト接合法で最初の特許を取得し、これにより、耐久性に優れた製品化が可能となった。
この間、2度の海外視察を行っている。まず、1893年（明治26年）、シカゴで開催された世界大博覧会出品のため渡米し、サンフランシスコ、シカゴ、ニューヨークを回った後、ロンドン、パリを訪れ、多くの製革所を視察するとともに、製革機械を買い入れ、工場の改善に大いに役立てた。パリの日本公使館では同郷（松山）の代理公使加藤恒忠と知り合い、以後交友を結んだ。次いで1900年（明治33年）、パリ万国博覧会への製品の出品に合わせて、フランス、ドイツ、オランダ、ベルギー、アメリカと海外視察を行った。
1909年（明治42年）には、個人企業から合資会社となり、合資会社新田帯革製造所として発足し、長次郎は無限責任代表社員となった。1911年（明治44年）には、革をなめすためのタンニンを製造するため、良質のタンニンを含む檞（かしわ）の林野が広がる北海道幕別町止若（やむわっか）に、タンニン固形エキス製造工場の操業を開始した。
1920年（大正9年）に政府の臨時産業調査委員に選ばれ、1921年（大正10年）に帝国発明協会から発明功績者として表彰された。
伊予農業銀行、愛媛貯蓄銀行、愛媛銀行各取締役なども務めた。
1936年（昭和11年）7月17日、大阪市浪速区芦原町の自邸で死去。79歳没。四天王寺において社葬が執り行われた。

## 人物

### 人柄

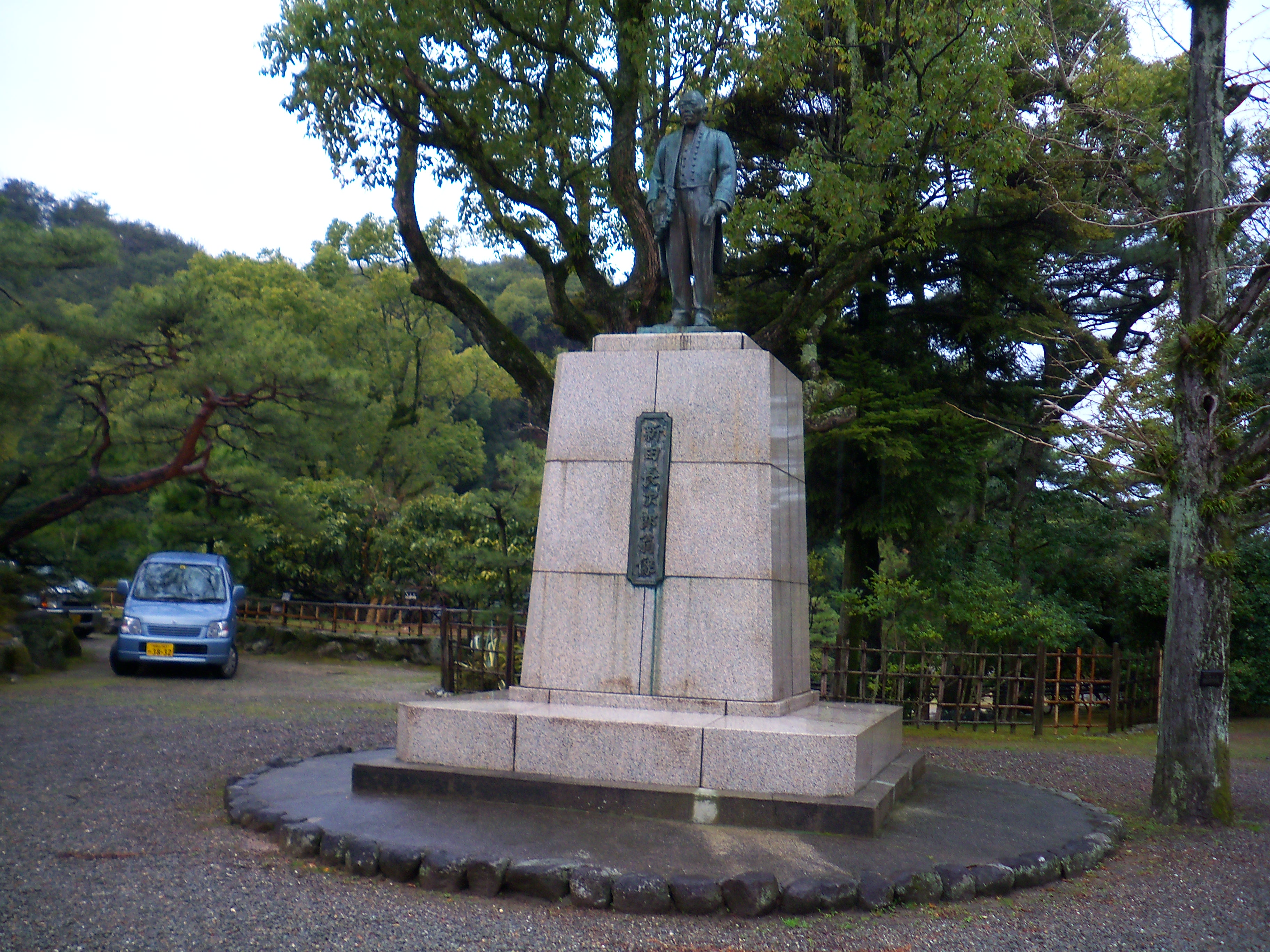
和歌山県海南市にある温山荘園入口前の新田長次郎像。

長次郎が15歳の頃から愛読した書物は福澤諭吉の『学問のすゝめ』だった。学問の真意義を理解して「実学でなければ、世を益し、己を益することが少ない」ことを信じるに至った。
長次郎は寛厚な人柄であり、職工を遇すること厚く、資本家対労働者の軋轢は長次郎の工場では起らなかった。
住所は大阪市浪速区芦原町、久保吉町。

### 篤志家として
- 有隣尋常小学校（現・大阪市立栄小学校）の設立

1911年（明治44年）、長次郎は当時の難波警察署長から貧困子弟のための教育機関設立の相談に賛同し、浪速区栄町（現在の浪速区浪速西）に3件の家を借りて、私立夜学校である有隣尋常小学校を設立した。学校運営経費だけでなく、生徒の学用品、衣服、履物にいたるまで支給した。翌年、学校の旧建物の一部を移築し、昼間・夜間の二部授業に拡張、12年間経営した後、大正11年（1923年）に大阪市に施設・基金を付けて寄贈した。児童のなかには、被差別部落の子供たちも多かった。
- 松山高等商業学校（現・松山大学）の創立[16]

大正12年（1923年）、故郷の松山に、教育を通じても社会に貢献したい、との考えから、松山高等商業学校の創立にあたり、創立費と経営費を出資した。同校の卒業生同窓会は、長次郎の雅号（温山）をとり、温山会と名づけられている。
「自社社員の養成所になってしまっては学校の発展はない」との考えから、同校卒業生を新田の創業した会社に採用しないことを学校設立の条件とした。会社創業から100年が経過した1985年以降は松山大学卒業生を受け入れている。
このほか国学院顧問に就任して同校に多額の寄付・融資を行ったり、故郷・愛媛県味生村の味生小学校や、北海道の小学校数校の設立資金を提供したりもしている。

## 栄典
- 1923年6月9日 - 紺綬褒章[18]
  - 1922年8月、恩賜財団済生会へ金1万円を寄付する[18]。
- 1927年5月23日 - 紺綬褒章[18]
  - 1923年12月及び1925年11月、愛媛県温泉郡味生尋常高等小学校改築費並北海道帝国大学医学部創立費資金として金2万5千円を寄付する[18]。
- 1928年8月16日 - 紺綬褒章[18]
  - 1928年4月、日本赤十字社大阪支部病院建築費金1万円を寄付する[18]。
- 1929年2月18日 - 紺綬褒章[18]
  - 1920年9月、明治神宮奉賛会へ金1万円を寄付する[18]。
- 1930年1月28日 - 紺綬褒章[18]
  - 1929年4月、愛媛県庁舎建築費金1万円を寄付する[18]。
- 1930年2月18日 - 紺綬褒章[18]
  - 1923年9月、関東大震災火災救援費金2万円を寄付する[18]。

## 家族・親族
新田家
新田家は新田義貞の一族の末裔の家系とされ、また楠木正成の一族の末裔である越智郡大井村の大庄屋井手家の子供が養子にきて、分家（新屋敷）を作り、代々「利平」と名乗った。
新田家について長次郎本人によると「自分の実家の先祖は今より五-六〇〇年間継続せる家筋の分家にして、新田義貞の末裔なりとも云い、代々新田利平を名乗り、分家後三五〇年余になれり。その先祖となるべき利平は、いずくにて生まれしかと云うに、山西の新田家に相続人なかりしため、近傍近在の村々を探せし結果、今治近郷の大井村に楠木正成の後裔なるも、足利家に遠慮して楠木姓を名乗らず、楠木家の大先祖の名前たる井手家を名乗る家あり、その家の男の子を六歳のときに貰い受け、相続人となしたるに、その後新田家にて男の子が二名も生まれしため、井手家より来たりし人が分家して新田利平家を建てるものにて、この人が自分の先祖となるわけなり。」という。
牧野輝智著『現代発明家伝』（1911年出版）によると「古く遡れば今より六百余年前から今の伊予国温泉郡味生村に新田と称する庄屋の家があった。その新田家は文政年間に男子が絶えたため、当時楠木氏の子孫として知られていた今治の井出某の一子利平という人を養子とした。この利平が長次郎の祖先である。」という。
長次郎の甥にあたる仲太郎は『回顧録 風雪九十年』で家系について「新田家はふるくから里正（庄屋）の分家の家柄であり、その新田家へ越智郡大井村の大庄屋井手家から利兵衛というひとが養子にきて以来新田家の戸主となるものは、とおり名として“利兵衛”と呼ばれるようになったらしい」と記している。
仲太郎の孫である新田武治によると「昔から山西の新田には二つの系統があって我々の方は新屋敷の新田と呼ばれ、もう一つは本村の新田と呼ばれていた。…何故二つに分れたかと云うと、いつ頃かよくわからないが、本村の新田家に男の子供がなく、今治の近郊にある大井村の大庄屋井手家より養子を迎えたが、その後本村の新田家に子供が出来たので養子を分家して新屋敷を作ったのだと云われている」という。
ちなみに成澤榮壽や福原宏幸は中西義雄の1960年の論文を引用し、長次郎を「部落出身」としている。成澤榮壽の「加藤拓川小伝」（『長野県短期大学紀要』48巻、144頁）には「新田は未解放部落に生まれ」という記述がある。中西論文の原型は、長次郎を「部落出身」とした松尾尊兌の論文にある。川東竫弘によると「この長次郎の部落出身説は誤りであり、松尾氏の事実誤認・聞き書きの不正確さによる」という。
- 父・喜惣次（? - 1862年[6]、農民）
- 母・ウタ[6]（あるいは歌子[11]）
- 兄・利平（本名・兵五郎）[12]
- 妻・ツル（1864年 - ?、大阪、井上儀助の二女、新田帯革製造所社員）[8][9]
- 男・利一（1884年 - ?、新田帯革製造所、新田ベニヤ製造所会社員）[9]
  - 同男・利國（1907年 - ?）[9]
- 男・宗一（1886年 - 1952年、分家）[9]
- 男・長三（1888年 - 1964年、新田帯革製造所、新田ベニヤ製造所無限責任社員）[8][9]
  - 同妻・キヌ（東京士族・早田喜稔の妹）[9]
  - 同長男・長夫（1914年 - 2005年）[9]
- 男・昌次（1890年 - 1948年、新田帯革製造所、新田ベニヤ製造所社員）[8][9]
  - 同妻・壽恵（滋賀平民、矢野平四郎の四女）[9]
- 男・愛祐（1892年 - ?、新田帯革製造所、新田ベニヤ製造所出資社員[9][19]、住所は東京市渋谷区豊分町[19]）
  - 同妻・孝（1897年 - ?、三重、河村清兵衛の二女）[9]
- 長女・カツ（1895年 - ?、東京士族、木子幸三郎の弟七郎の妻）[9]
- 三女・貞子（1900年 - ?、東京士族、早田喜稔の妻）[9]
- 孫・利國、長夫など

親戚
- 長女の夫の兄・木子幸三郎（建築家）
- 長女の夫・木子七郎（建築家）
- 甥
  - 新田源一（新田商事代表取締役）[19]
  - 新田仲太郎[12]（内外汽船社長、海運業）[19] - 兄・利平の長男[10]。仲太郎は、もともと長次郎の事業を手伝っていたが、やがてこれを離れ海運業に転じた[14]。
- 早田喜稔（帝国化学工業社長）